# Rongellen
Rongellen (rätoromanska: Runtgaglia) är en ort och kommun i regionen Viamala i kantonen Graubünden, Schweiz. Kommunen har 61 invånare (2023). Det är en av de minsta kommunerna i såväl kantonen som hela landet.
Den ligger öster om floden Hinterrhein intill Viamala, den trånga passagen mellan Domleschg/Heinzenberg i norr och Schams i söder.

## Språk
Det traditionella språket i distriktet som helhet har varit sutsilvansk rätoromanska, men Rongellen har som enda kommun i Schams varit tyskspråkigt sedan urminnes tider. Huruvida det beror på inflyttning av walser under 1300-talet är inte klarlagt.

## Religion
Rongellen har ingen egen kyrka. Förr hörde byn i kyrkligt avseende till Thusis, som reformerades 1529, men numera socknar den till det likaledes reformerta Zillis.

## Utbildning
Kommunen har inte heller någon skola. Låg- och mellanstadieeleverna undervisas i Andeer, medan högstadieeleverna går i skolan i Zillis.

## Arbetsliv
Mer än hälften av de förvärvsarbetande pendlar ut från kommunen, varav de allra flesta till distriktshuvudorten Thusis som ligger bara några kilometer norrut.

## Kuriosa
Rongellen har kantonens lägsta kommunalskatt: 30% av den fastlagda kantonsskattesatsen, vilken är ett riktmärke och då räknas som 100%.